# Nanhermannia elegantula
Nanhermannia elegantula är en kvalsterart som beskrevs av Berlese 1913. Nanhermannia elegantula ingår i släktet Nanhermannia och familjen Nanhermanniidae. Inga underarter finns listade i Catalogue of Life.